# パリ室内管弦楽団
パリ室内管弦楽団（Orchestre de chambre de Paris）は、フランス・パリに本拠地がある室内オーケストラである。かつてはアンサンブル・オルケストラル・ド・パリ（Ensemble orchestral de Paris）と称した。シャンゼリゼ劇場、フィルハーモニー・ド・パリ、オペラ・コミックなどで公演を行っている。

## 概要
1978年にジャン＝ピエール・ヴァレーズ、マルセル・ランドスキ、ロラン・ブルダン（Roland Bourdin）らにより設立された。歴代の音楽監督にはジャン＝ピエール・ヴァレーズ、ジャン＝ジャック・カントロフ、アルミン・ジョルダン、ジョン・ネルソン、ジョゼフ・スヴェンセン、トーマス・ツェートマイヤー、ダグラス・ボイド、ラルス・フォークトらがいる。

2024年からトーマス・ヘンゲルブロックが音楽監督を務める。
主なレコーディングは、ジョルダン指揮ではモーツァルトの交響曲シリーズとオペラ『魔笛』やハイドン『十字架上のキリストの最後の7つの言葉』、ネルソン指揮でモーツァルトの管楽器のための協奏曲集やベートーヴェン交響曲全集などがある。